# Liberty.SU
Liberty.SU — фонд поддержки документальной фотографии на территории бывшего СССР, а также объединение документальных фотографов (англ. Documentary Photography Network of Liberty.SU).

## История
Автором идеи проекта выступил военный фоторепортер и документальный фотограф Олег Климов. Проект был призван объединить документальных фотографов работающих на территории бывшего СССР.
Первого января 2010 года вышел первый номер мультимедийного веб журнала Liberty.SU. Редакторами и основателями ресурса стали Олег Климов и Екатерина Богачевская. Сайт был основан на flash технологии и содержал различные мультимедийные материалы, включая фото, видео, текст и звук. Основными материалами номера стали выставка фотографий Александры Деменковой и серия фотографий Владимира Сёмина. Также на сайте были анонсированы три документальных фильма из серии «Жизнь будет фотографией», позже вышедшие на DVD.
В апреле 2010 года совместно с галереей «Феофания» организует дискуссию «Фотография: производство-демонстрация-рынок».
В 2011 году к работе над сайтом в качестве технического редактора присоединяется фотограф Артём Лежепёков. В начале 2012 года сайт переименовывается в «М-Журнал Liberty.SU», получает новый дизайн и отказывается от журнального формата, перейдя в формат блога — с постоянным обновлением контента. Пик публикаций приходится на 2012—2013 года. В этот период на сайте публикуются как классики документальной фотографии так и молодые фотографы.
В 2012—2013 годах Liberty.SU стал партнером конкурса репортажной фотографии имени Александра Ефремова.
В 2013—2014 годах фонд Liberty.SU осуществляет масштабную фотографическую экспедицию «От Белого до Чёрного моря» по водным путям европейской части России. В экспедиции приняло участие 11 фотографов.
На данный момент доступ к архивным материалам сайта «М-Журнал Liberty.SU» действует только по платной подписке.

## Фильмы из цикла «Жизнь будет фотографией»
- 2009 — Валерий Щеколдин: «Зеркало времени»[13]
- 2009 — Ляля Кузнецова: «Мои дороги…»[14]
- 2009 — Георгий Колосов: «Монорелигия и Монокль»[15]

## Проекты
- Выставочный проект «Невидимая страна» о невидимой стороне жизни на территории бывшего СССР. В рамках проекта выставлялись черно-белые желатино-серебряные отпечатки 20-ти документальных фотографов. Участниками экспозиции стали: Владимир Сёмин, Эмиль Гатауллин, Михаил Масленников, Валерий Щеколдин, Алексей Мякишев, Владимир Воробьев, Фарит Губаев, Валерий Барков, Олег Климов, Сергей Медведчиков, Екатерина Соловьева, Александра Деменкова, Данил Филипповский, Александр Гляделов, Дмитрий Вышемирский, Екатерина Богачевская, Павел Горшков, Александр Чекменёв, Александр Сорин и др. Выставка демонстрировалась в четырех городах: Санкт-Петербурге, Омске, Томске, Норильске[16][17][18][19][20].
- Экспедиционный проект «От Белого до Чёрного моря»[11][12] — фотографическая экспедиция на парусной яхте «Freelancer» по водным путям европейской части России. В проекте за два экспедиционных сезона (2013—2014 гг.) приняли участие 11 фотографов: Александр Аксаков, Олег Климов, Дмитрий Ткачук, Сергей Трапезин, Евгений Петрачков, Александра Деменкова, Павел Волков, Анна Шустикова, Алексей Мякишев, Екатерина Соловьева, Артём Лежепёков[21].